# 페르소나 5의 등장인물 목록

페르소나 5의 플레이어블 캐릭터 모습. (왼쪽부터) 마코토, 안, 유스케, 조커, 하루, 류지, 모르가나, 후타바

아틀러스의 2016년 롤플레잉 비디오 게임 《페르소나 5》는 "20XX"년 4월부터의 도쿄를 배경으로 한다. 게임 안에서 볼 수 있는 마음의 괴도단은 가면을 쓴 자경단 고등학생 단체로 사람들을 개심시키고 범죄를 자백하게 만들기 위해 활동한다. 괴도단은 스마트폰의 모바일 앱을 통해 접속할 수 있는 이세계라는 신비로운 영역에서 잠재의식의 물리적 현현을 물리치며 개심 활동을 한다. 플레이어블 캐릭터는 게임의 다양한 장소, 예를 들어 큰 욕망과 왜곡된 세계관을 가진 사람들이 만들어내는 "팰리스"에서 조작할 수 있다.
플레이어 캐릭터는 조커라는 코드네임을 가진 침묵하는 주인공으로, 폭행 혐의로 거짓 고발되어 이전에 다니던 학교에서 퇴학당한 후 도쿄로 전학 온 고등학생이며, 나중에 괴도단을 결성하고 그 리더가 된다. 조커는 모르가나와 함께 괴도단을 결성하는데, 모르가나는 괴도단의 부리더이자 이세계에서 길을 안내하는 신비로운 두색털 고양이 같은 생물로, 자신의 기원을 찾아내고 본래의 모습을 되찾으려 한다. 또 다른 창립 멤버는 이전에 육상부와 관련된 사건으로 학교에서 비행 청소년으로 여겨지는 사카모토 류지이다. 시간이 지나면서 더 많은 캐릭터가 괴도단에 합류하는데 여기에는 패션 모델 타카마키 안, 미술 천재 키타가와 유스케, 학생회장 니지마 마코토, 해커이자 사쿠라 소지로의 양녀인 사쿠라 후타바, 재벌 상속녀 오쿠무라 하루가 있다. 또한 조커와 상호 작용하는 인물로는 고등학생이자 명탐정인 아케치 고로, 검사이자 마코토의 언니인 니지마 사에, 벨벳 룸의 거주자인 이고르와 조수인 카롤린과 쥐스틴이 있다.
게임 속 많은 캐릭터는 타로의 대 아르카나 수트를 각각 상징한다. 이 수트에는 스물두 장의 카드가 있고, 로열 전용 캐릭터가 두 개의 추가 소 아르카나를 차지하여 총 스물네 장이 되지만 실제로는 스물한 장(로열에서는 스물세 장)만이 캐릭터로 표현된다. 마지막 카드인 '세계'는 게임 후반부에 주어진다. 칠죄종은 게임 내에서 반복되는 테마로, 특정 캐릭터와 상황이 이를 상징한다.

## 제작 및 디자인
페르소나 5의 캐릭터 디자인과 배경은 시리즈의 이전 작품들과 차별화되며, 《여신전생 페르소나 4》의 노란색과 녹색 팔레트를 빨간색과 검은색으로 바꿨다. 《여신전생 페르소나 3》와 《여신전생 페르소나 4》와 마찬가지로, 캐릭터는 소에지마 시게노리가 디자인했다. 인터뷰에서 소에지마는 게임의 주제와 줄거리가 먼저 설정되지 않으면 캐릭터를 디자인할 수 없었기 때문에, 제작 과정에서 프로듀서로부터 상세한 지시를 받았다고 말했다. 또한 색상 구성과 전반적인 시각적 표현에도 참여했다. 캐주얼 및 교복 외에도, 각 괴도단원은 이세계에 있을 때 가면을 쓴 자신만의 테마 의상과 코드네임을 가지고 있다.

## 마음의 괴도단

### 창립 괴도단원
조커 (ジョーカー, Joker)
성우 - 후쿠야마 준  / 잰더 모버스
괴도단 중 "조커"라는 코드네임으로 활동하는 주인공은 게임의 주요 플레이어블 캐릭터이다. 조커는 부패한 정치인에게 폭행 혐의로 거짓 고발당하여 퇴학당한 고등학교 2학년 학생이다. 그 때문에 고향을 떠나 도쿄의 가족 친구와 함께 1년간의 보호 관찰을 지낸다. 새로운 학교로 전학 온 후 조커와 몇몇 다른 학생들은 페르소나라는 초자연적인 힘을 각성한다. 곧이어, 그들은 인류의 잠재의식적인 욕망의 물리적 현현으로 구성된 형이상학적 영역인 이세계를 탐험하고 사람들의 마음에서 악의적인 마음을 개심시키기 위해 마음의 괴도단이라는 자경단을 결성한다.
조커는 여러 페르소나를 소유하고 페르소나를 합체하여 새로운 페르소나를 만들 수 있는 능력인 "와일드 카드"를 가지고 있다. 조커의 첫 페르소나는 아르센 뤼팽을 기반으로 한 아르센으로, 광대(원 이름 바보, 0번) 아르카나에 속하며 칼과 권총으로 싸운다. 조커의 궁극 페르소나는 영지주의의 악마에 해당하는 사타나엘로, 칠죄종의 힘을 이용할 수 있는 신이다. 또한 스핀오프 게임인 《페르소나 5 댄싱 스타 나이트》, 《페르소나 5 스크램블 더 팬덤 스트라이커즈》, 《페르소나 5 택티카》, 《페르소나 Q2 뉴 시네마 래버린스》, 《페르소나 5: 더 팬텀 X》에 등장하며, 크로스오버 대전 격투 게임 《슈퍼 스매시브라더스 얼티밋》과 시리즈 외의 다양한 크로스오버 콜라보에서도 플레이어블 캐릭터로 나온다. 연극인 《페르소나 5: 더 스테이지》에서는 이노 히로키가 연기한다. 플레이어가 게임 내에서 조커의 이름을 자유롭게 지을 수 있지만, 대부분 다른 미디어믹스에서는 공식적으로 "아마미야 렌"(雨宮蓮)으로 불리며, 일본 만화 각색판에서는 "쿠루스 아키라"(来栖暁)로 불린다.
모르가나/모나 (モルガナ, Mona)
성우 - 오타니 이쿠에  / 커샌드라 모리스
괴도단에서 "모나"라는 코드네임으로 불리는 모르가나는 카모시다의 팰리스에서 조커가 자신을 감금한 감옥에서 풀어준 후 만나는 두색털 고양이를 닮은 정체불명의 기억상실을 겪은 생물이다. 자신의 기원을 찾아내고 본래의 모습을 되찾고 싶어하는 모르가나는 조커의 괴도단에 합류하고 조커와 그 동료에게 이세계의 작동 방식과 괴도단으로서의 요령을 가르치며 괴도단의 부사령관 역할을 한다. 하시노는 모르가나를 여신전생 페르소나 4의 "곰"과 비슷하고 괴도단의 멘토라고 설명한다. 이세계 밖에서 모르가나는 길고양이의 모습을 취하며 조커와 함께 산다.
모르가나의 페르소나는 조로이며, 하시노는 이를 모르가나의 이상적인 인간 형태로 묘사한다. 모르가나는 새총과 굽은 도검으로 싸운다. 이세계에서 미니밴으로 변신할 수 있으며(시트로엥 H밴을 모델로 함), 괴도단이 탑승해 빠르게 이동할 수 있게 도와준다. 모르가나는 협력자로 마술사(I) 아르카나를 상징하며, 조커가 괴도단이 메타버스를 탐험하는 데 도움이 되는 도구를 제작할 수 있도록 돕는다. 협력 관계가 자동으로 진행되면서 모르가나의 페르소나는 메르쿠리우스로 변신한다. 《페르소나 5 로열》에서는 모르가나의 페르소나가 디에고로 진화할 수 있다. 모르가나는 자신의 진정한 모습을 찾기 위해 조커의 도움을 구하며, 자신이 한때 인간이었다고 믿는다. 그러나 조커와 시간을 보내면서 쌓은 유대감을 더 중요하게 생각하기 시작한다. 괴도단이 메멘토스로 더 깊이 들어갈수록, 모르가나는 기억을 되찾고 이고르가 야루다바오트에 대항하여 조커를 인도하기 위해 자신을 만들었음을 알게 된다. 야루다바오트가 패배한 후, 모르가나는 이세계의 형태를 잃고 인간이 되기를 바라며 조커와 함께 있기로 맹세한다. 로열에서는 괴도단이 마루키의 현실에 살 때 모르가나가 인간의 몸을 얻는다. 《슈퍼 스매시브라더스 얼티밋》에서 모르가나는 조커의 도발, 승리 포즈 및 올아웃 어택 최종 스매시에 등장하며, 영혼이자 메멘토스 스테이지의 모르가나모빌 배경 캐릭터로도 나온다. 또한 《퍼펙트! 슈퍼 몽키 볼 1&2 리메이크》에서 다운로드 가능한 플레이어 캐릭터로도 등장한다.
사카모토 류지/스컬 (坂本 竜司, Skull)
성우 - 미야노 마모루  / 맥스 미틀먼
괴도단에서 "스컬"이라는 코드네임으로 불리는 류지는 조커의 첫 동료이다. 하시노는 류지를 "저항적이지만, 좋은 사람"으로 묘사한다. 류지는 다른 사람의 사소한 말에도 화를 내며, 때로는 폭력을 사용하기도 한다. 학대적이고 알코올 중독자인 아버지에게 버림받은 후 어머니와 함께 살고 있다.
류지는 슈진 고등학교의 육상부에서 전직 스타 선수였지만, 카모시다가 그의 힘든 가족사에 대한 소문을 퍼뜨리기 시작하자 격분하여 그를 때리려 했다. 이에 대한 보복으로 카모시다는 '정당방위'를 명목으로 류지의 다리를 부러뜨렸고, 류지는 육상부를 그만둘 수밖에 없었다. 그 때문에 육상부는 해체되었고 류지는 사건의 책임을 지게 되어 불량아라는 평판을 얻게 되었다.
류지의 페르소나는 키드 선장이다. 전투에서는 곤봉과 산탄총을 사용한다. 협력자로서 류지는 전차 아르카나를 상징하며 괴도단이 하위 레벨 섀도우를 즉시 물리칠 수 있도록 돕는다. 조커는 류지가 달리기에 대한 사랑을 재발견하고 육상부를 재건하는 데 도움을 준다. 육상부를 재건했음에도 류지는 대신 혼자 달리기를 계획한다. 류지와의 협력 관계가 완성되면 류지의 페르소나는 엄청난 힘으로 유명한 제천대성의 모습으로 변한다. 페르소나 5 로열에서는 류지의 페르소나가 윌리엄으로 진화할 수 있다.
류지는 페르소나 5: 더 스테이지에서 시오타 코헤이가 연기한다. 또한 슈퍼 스매시브라더스 얼티밋에 스피릿과 메멘토스 스테이지의 배경 캐릭터로 등장한다.
타카마키 안/팬서 (高巻 杏, Panther)
성우 - 미즈키 나나  / 에리카 할래커
괴도단에서 "팬서"라는 코드네임으로 불리는 안(일본어 버전에서는 "안느")은 조커의 같은 반 친구로, 4분의 1 혼혈 미국인이며 최근 일본으로 돌아왔다. 안은 영어에 능숙하며 모델이다. 하시노는 안을 "파티의 활력소"이며 "주인공의 운명에 영향을 미칠 것"이라고 말한다. 안은 인기가 많지만 친구가 별로 없고 고립되어 외로움을 느낀다. 또한 체육 교사 카모시다와의 소문난 관계 때문에 반의 여학생에게 외면당한다.
안은 가장 친한 친구인 스즈이 시호의 자살 시도가 카모시다와 관련이 있다는 것을 알게 된 후 괴도단에 합류한다. 안의 페르소나는 카르멘이며, 하시노는 "팜므 파탈 캐릭터"이라고 설명한다. 안은 채찍과 기관단총을 사용하여 싸운다. 협력자로서 안은 연인 아르카나를 상징하며 조커가 섀도우와 협상하는 것을 돕는다. 조커가 안과 친구가 되면서 안은 시호를 위해 자신을 발전시키고 모델 경력을 진지하게 받아들이기 시작한다. 안의 협력 관계가 완성되면 안의 페르소나는 헤카테로 진화한다. 페르소나 5 로열에서는 안의 페르소나가 셀레스틴으로 진화할 수 있다.
페르소나 5: 더 스테이지에서 안을 오데라 유키가 연기한다. 또한 슈퍼 스매시브라더스 얼티밋에 스피릿과 메멘토스 스테이지의 배경 캐릭터로 등장한다.

### 이후 합류한 괴도단원
키타가와 유스케/폭스 (喜多川 祐介, Fox)
성우 - 스기타 토모카즈  / 매슈 머서
괴도단에서 "폭스"라는 코드네임으로 불리는 유스케는 코세이 고등학교 미술학과 학생이다. 유스케는 침착하고 우아하며 관찰력이 뛰어나고 예술과 미학에 대한 열정이 있다. 평생 보호받으며 살아왔고, 다른 사람들과 어울릴 때도 괴팍한 면이 있다. 가난하기 때문에 종종 식사를 거르며 미술 용품을 위한 돈을 아끼고, 기회가 있을 때마다 탐욕스럽게 먹는다. 하시노는 유스케를 겉모습과는 다르게 "독특한 매력"을 가진 "괴팍한 캐릭터"로 묘사한다.
유스케의 어머니는 세 살 때 돌아가셔서 고아가 되었다. 이후 스승인 화가 마다라메 이치류사이에게 거두어졌고, 마다라메를 아버지처럼 여기고 유스케가 가장 좋아하는 그림인 사유리를 그린 것을 우상화했다. 그러나 마다라메가 착취적이고 학대적이며 학생의 작품을 표절하여 이익을 얻는다는 것을 결국 받아들일 수밖에 없었다. 이 때문에 유스케가 페르소나를 각성하고 괴도단에 합류하게 된다. 결국 유스케는 사유리가 어머니가 아기를 안고 있는 자화상이었으며, 마다라메가 그림에 대한 공로를 훔치기 위해 어머니가 쉽게 치료할 수 있는 발작으로 죽게 내버려두었음을 알게 된다. 또한 예술적 매력을 위하여 어머니의 표정을 탈맥락화하기 위해 아기로 그려진 유스케 위에 덧칠을 했다. 이 사실을 알게 된 유스케는 격분하여 마다라메를 스승으로 완전히 거부하게 된다.
유스케의 페르소나는 고에몬이다. 일본도와 돌격소총을 사용하여 싸운다. 협력자로서 유스케는 황제 아르카나를 상징하며 기술 카드를 복사하여 괴도단을 돕는다. 마다라메가 개심한 후, 유스케는 그림을 그리는 능력을 되찾는 데 어려움을 겪지만 주인공은 유스케가 예술에 대한 사랑과 주변 세계의 아름다움을 재발견하는 데 도움을 준다. 이는 유스케에게 욕망과 희망을 그리도록 영감을 준다. 유스케의 협력 관계가 완성되면 페르소나는 카무 스사노오로 진화한다. 페르소나 5 로열에서는 유스케의 페르소나가 고로키치로 진화할 수 있다.
유스케는 페르소나 5: 더 스테이지, 스테이지 #2, 스테이지 4: 파이널에서 코미나미 코우지가, 스테이지 #3에서는 마츠시마 유노스케가 연기한다. 또한 슈퍼 스매시브라더스 얼티밋에 스피릿과 메멘토스 스테이지의 배경 캐릭터로 등장한다.
니지마 마코토/퀸 (新島 真, Queen)
성우 - 사토 리나  / 셰러미 리
괴도단에서 "퀸"이라는 코드네임으로 불리는 마코토는 슈진 고등학교의 학생회장이다. 마코토는 학교에서 최고의 학생이며 분석 능력, 결론 도출, 여러 상황에서 이론화, 정교한 계획 수립 능력으로 괴도단의 브레인으로 여겨진다. 이런 겉모습 뒤에는 열등감을 가지고 있으며 종종 언니인 니지마 사에를 칭찬한다. 마코토는 아버지의 죽음 때문에 자신이 사에에게 짐이 된다고 느끼며, 언니의 스트레스를 줄이고 성공하기 위해 열심히 노력하게 된다. 마코토는 고바야카와 교장을 위해 정보를 찾으려고 괴도단을 미행하기 시작하지만, 괴도단의 정체를 알게 된 후 마피아 보스 카네시로 준야의 마음을 바꾸는 임무를 맡긴다. 그 후 다른 사람들이 자신에게 무엇을 해야 할지 지시하는 것에 지쳐 괴도단에 합류하여 함께 싸우기로 결심한다.
마코토의 페르소나는 요한나이며, 그녀는 리볼버와 철권을 사용하여 싸운다. 협력자로서 마코토는 여사제 아르카나를 상징하며 게임 내 적에 대한 더 자세한 분석을 괴도단에게 제공한다. 조커가 마코토와 가까워질수록 마코토는 반 친구들과 더 친해지기로 결심하고 타카오 에이코와 친구가 된다. 마코토는 에이코가 신주쿠에서 불법 사업을 위해 소녀들을 조종해온 의심스러운 남자 츠카사와 관계를 맺고 있다는 것을 알게 된다. 마코토는 조커의 도움으로 에이코에게 츠카사의 본성을 폭로하고, 아버지를 따라 경찰이 되기로 결심한다. 마코토의 협력 관계가 완성되면 마코토의 페르소나는 아나트로 진화한다. 페르소나 5 로열에서는 마코토의 페르소나가 아그네스로 진화할 수 있다.
마코토는 페르소나 5: 더 스테이지 #2에서 나나키 카논이, 페르소나 5: 더 스테이지 #3에서는 이시즈카 아카리가 연기한다. 또한 슈퍼 스매시브라더스 얼티밋에 스피릿과 메멘토스 스테이지의 배경 캐릭터로 등장한다.
사쿠라 후타바/나비 (佐倉 双葉, Navi)
성우 - 유우키 아오이  / 에리카 린드벡
괴도단에서 "나비"(영어 버전에서는 "오라클")이라는 코드네임으로 불리는 후타바는 카페 르블랑의 주인인 사쿠라 소지로의 양녀이다. 후타바는 천재 해커임에도 불구하고, 여러 충격적인 경험 때문에 사회적 불안이 심화되어 처음에는 은둔자였다. 괴도단에 합류한 후에도 많은 사람을 두려워한다. 게임 시작 사건이 발생하기 2년 전 어머니 잇시키 와카바가 교통사고로 사망했고, 위조된 유서로 후타바 때문에 죽음은 것처럼 꾸며져 친지에게 외면당하고 언어적 학대를 받았다. 이후 후타바는 소지로가 개입하여 자신을 돌보기 전까지 다른 가족 사이를 전전했다. 이 심각한 트라우마는 후타바가 유서에 대한 친지의 반응에 대한 환청과 어머니가 불만스러운 시선으로 자신을 쳐다보는 환각을 겪게 했다. 결국 후타바가 가족들의 증오를 내면화하여 자신의 방에 틀어박혔다.
게임 시점에는 후타바가 나태를 상징하는 피라미드 형태의 팰리스를 만들었다. 그러나 그 진정한 죄는 분노이며, 유일한 인지 존재는 스핑크스의 형태를 띠고 있다. 스핑크스는 후타바가 어머니가 자신을 증오했다고 왜곡되고 잘못된 믿음을 나타낸다. 괴도단이 인기를 얻으면서 후타바는 자신의 옛 별칭인 "메제드"를 사용하는 악의적인 해킹 집단이 괴도단을 노린 후, "알리바바"라는 가명으로 그들을 협박하여 마음을 바꾸게 한다. 후타바는 직접 만나야 한다는 사실을 깨닫고 거래를 포기하지만, 메제드가 계속 괴도단을 위협하자 후타바에게 접근하고, 곤경을 알게 되자 개심을 감행한다. 예고장을 받기 직전, 후타바는 자신의 휴대전화에서 이세계 내비게이터를 발견하고 섀도우가 나타나 후타바에게 팰리스로 들어가라고 손짓한다. 후타바의 섀도우는 억압된 긍정적인 감정을 나타내며, 환각을 겪을 때 통제권을 장악하는 스핑크스와 싸우면서 괴도단이 팰리스를 통과하는 것을 돕는다. 마지막으로 개심할 때 후타바는 내비에 팰리스 키워드를 입력하면서 환각을 겪어 스핑크스가 나타나 괴도단을 공격한다. 팰리스에 들어가 어머니의 죽음에 대한 진실을 발견한 후, 후타바는 자신의 페르소나를 각성하고 스핑크스를 물리치는 것을 돕는다. 전투 후, 괴도단은 보물이 따로 있는 것이 아니라 후타바 자체가 보물이었으며, 페르소나를 각성했기 때문에 팰리스가 빠르게 붕괴하고 있다는 것을 눈치챈다. 여신전생 페르소나 4의 등장인물처럼 페르소나 각성의 부담은 플레이어가 마감일 이전에 팰리스를 얼마나 빨리 완료했는지에 따라 후타바를 최대 몇 주 동안 무력화시키며, 그 기간의 대부분을 후타바는 잠들면서 보낸다. 후타바의 독특한 마음의 변화는 섀도우를 길들인 결과이며 회귀의 감옥에 갇히는 것을 막는다.
메제드가 일본을 혼란에 빠뜨리는 것을 막고 괴도단이 후타바가 더 사교적으로 변하도록 도운 지 일주일 후, 후타바가 공식적으로 괴도단 합류하여 모르가나를 대신하여 파티의 내비게이터가 된다. 나중에 괴도단을 노린 메제드가 일본을 독재국가로 만들려는 시도에 가담한 시도 마사요시가 이끄는 정치적 음모에 충성하는 스크립트 키디였음을 발견한다. 이 음모는 후타바의 어머니를 살해하여 인지과학 연구를 훔치려는 의도도 있었다. 후타바는 시도의 마음을 바꾸고 여러 TV 네트워크를 해킹하여 시도의 예고장을 방송함으로써 음모를 무너뜨리는 데 중요한 역할을 한다. 또한 IT 회사 사장의 섀도우와 대면하는데, 그가 바로 가짜 메제드였음이 밝혀진다.
후타바의 페르소나는 네크로노미콘이며, 직접 전투에 참여하지 않고도 전투에서 자세한 위치 정보와 추가 지원을 제공한다. 협력자로서 후타바는 은둔자 아르카나를 상징한다. 정상적인 삶에 적응하는 법을 배운 후, 후타바는 조커의 도움으로 달성하고 싶은 목표들을 담은 "약속 목록"을 만든다. 후타바가 서서히 회복하면서, 어린 시절 그녀의 지능 때문에 괴롭힘을 당했으며, 유일한 친구는 카나였다고 밝힌다. 후타바는 카나의 부모가 그녀를 학대하고 있다는 것을 알게 되고 직접 찾아가지만 학대가 계속되고 있음을 알게 된다. 카나의 부모를 개심시킨 후 카나와 후타바는 우정을 다시 쌓는다. 후타바의 협력 관계가 완성되면 후타바의 페르소나는 프로메테우스로 진화한다. 페르소나 5 로열에서는 후타바의 페르소나가 알 아지프로 진화할 수 있다.
후타바는 페르소나 5: 더 스테이지 #3부터 후쿠다 메이가 연기한다. 또한 슈퍼 스매시브라더스 얼티밋에 등장하여 조커의 최종 스매시인 올아웃 어택에 출연하며, 스피릿으로도 등장한다.
오쿠무라 하루/누아르 (奥村 春, Noir)
성우 - 토마츠 하루카  / 잰시 후인
괴도단에서 "누아르"라는 코드네임으로 불리는 하루는 빅뱅 버거 체인점의 소유주인 오쿠무라 푸즈의 상속녀이다. 하루는 7월 불꽃놀이 축제에서 처음 등장하며, 나중에 수학여행의 3학년 인솔자로 나온다. 괴도단이 이세계에서 하루를 처음 만났을 때 하루는 "미소녀 괴도"라는 가명을 사용하고 있었고, 일시적으로 괴도단을 떠난 모르가나와 동맹을 맺고 있었다. 하루는 아버지 오쿠무라 쿠니카즈가 자신을 사업 및 정치적 야망을 위한 도구로 본다는 것을 깨닫고 아버지가 주선한 결혼을 피하기 위해 괴도단의 일원이 된다. 하지만 괴도단이 아버지를 개심시킨 후 그의 섀도우는 검은 가면에게 파괴되어 치명적인 정신 붕괴를 일으켰으며, 괴도단은 결국 시도에게 충성하는 사람들이 괴도단을 몰락시키기 위해 그를 표적으로 삼도록 조종했음을 알아낸다.
하루의 페르소나는 밀레이디이며, 하루는 유탄발사기와 도끼를 사용하여 싸운다. 협력자로서 하루는 여제 아르카나를 상징하며 원예 기술을 사용하여 SP 회복 아이템을 재배한다. 아버지의 죽음 이후, 하루는 오쿠무라 푸즈의 최대 주주가 되지만 약혼자인 스기무라를 포함한 많은 사업 관계자들이 하루로부터 통제권을 빼앗으려 한다. 회사 관계자는 값싼 노동력을 사용하여 커피숍으로 확장하기를 원하지만, 하루는 할아버지의 가게처럼 친근하고 아늑한 분위기를 원한다. 조커와의 대화를 통해 하루는 자신을 옹호하는 법을 배우게 되고, 회사는 하루의 아이디어를 채택하며 하루는 스기무라와의 약혼을 파기한다. 하루의 협력 관계가 완성되면 하루의 페르소나는 아스타르테로 진화한다. 페르소나 5 로열에서는 하루의 페르소나가 루시로 진화할 수 있다.
하루는 페르소나 5: 더 스테이지 #3부터 스가와라 리코가 연기한다. 또한 슈퍼 스매시브라더스 얼티밋에 스피릿과 메멘토스 스테이지의 배경 캐릭터로 등장한다.
아케치 고로/크로우 (明智 吾郎, Crow)
성우 - 호시 소이치로  / 로비 데이먼드
고로는 언론에서 "탐정 왕자의 재림"이라는 칭호를 받은 인기있는 십대 탐정으로 유명하다. 학대적인 위탁 가정을 전전하며 살았기 때문에 사회에 대한 깊은 경멸을 가지게 되었다. 고로는 괴도단을 공개적으로 반대하며 조커의 라이벌이 된다. 협력자로서 고로는 정의 아르카나를 상징한다. 고로의 협력 관계 기간 아케치는 조커와 친구가 되어 괴도단의 사건과 조커의 과거에 대한 우려를 털어놓는다. 나중에 아케치가 괴도단의 정체를 알게 된 후 "크로우"라는 코드네임으로 합류하며, 괴도단의 이름을 명예 회복시키기 위해 그들에게 니지마 사에를 개심시키도록 강요한다.
아케치는 이세계와 자신의 페르소나의 힘을 이용해 시도 마사요시를 위한 "검은 가면"으로 일하지만, 총리가 된 후 자신이 시도의 사생아임을 밝혀 시도의 경력을 파괴하고 어머니의 자살에 복수할 계획을 비밀리에 세운다. 괴도단이 시도에 적극적으로 대항하자, 아케치는 질투심에 부분적으로 조커를 암살하려 그들을 배신한다. 그러나 괴도단은 이세계 내비게이터를 영리하게 사용하고 아케치의 스마트폰에 비밀리에 도청 장치를 설치하여 아케치가 누구를 위해 일하는지 알아냄으로써 조커의 죽음을 위장하는 복잡한 계획을 통해 한 수 앞서 이겼다. 괴도단이 시도의 팰리스에서 아케치를 물리친 후 시도에게 만들어진 아케치의 인지존재에게 공격받자 괴도단을 구하기 위해 자신을 희생한다. 시도는 아케치의 출신에 대한 의심을 가지고 있었고, 따라서 아케치를 제거할 계획이었다. 페르소나 5 로열에서 아케치는 3학기에 플레이어블 캐릭터가 되며, 게임 막바지에 마루키는 조커에게 아케치를 구하고 싶다는 조커의 소원으로 현실로 돌아왔으며, 아케치의 생존 여부는 플레이어가 게임 내내 내린 선택에 달려 있음을 밝힌다.
조커처럼 아케치도 와일드 카드이며 여러 페르소나를 동시에 사용할 수 있다. 그러나 아케치의 와일드 카드 능력은 진정한 인간 관계의 부재 때문에 정체되어 있으며, 이는 그가 단 두 개의 페르소나, 즉 탐정으로서의 외관을 나타내는 하나와 그의 본색을 나타내는 하나만을 가지고 있음을 의미한다. 아케치가 괴도단 멤버로 사용하는 페르소나는 로빈 후드이다. 아케치가 보스전에서 파티와 대면할 때, 전투 후반부에 로키로 전환한다. 페르소나 5 로열에서 아케치의 궁극 페르소나는 헤러워드이다. 괴도단과 함께 있을 때 아케치는 레이저 광선검과 광선총을 사용하며, 본색을 드러낸 후 괴도단과 싸울 때는 톱날검과 소음기 피스톨을 사용한다.
아케치는 페르소나 5: 더 스테이지에서 사사키 요시히데가 연기한다. 또한 슈퍼 스매시브라더스 얼티밋에 스피릿으로 등장하며, 조커는 아케치의 크로우 의상을 기반으로 한 색상 테마를 가지고 있다.
요시자와 카스미/바이올렛 (芳澤 かすみ, Violet)
성우 - 아마미야 소라  / 로라 포스트
괴도단에서 "바이올렛"이라는 코드네임으로 불리는 카스미는 페르소나 5 로열에서 처음 등장하는 캐릭터이다. 카스미는 조커와 거의 동시에 슈진 고등학교로 전학 온 1학년 학생이다. 카스미는 능력이 뛰어나 학교에서 크게 기대하는 리듬 체조 선수이다. 조커와 그 친구들과 좋은 관계를 유지하고 있지만, 괴도단의 행동에 대해 부정적인 견해를 가지고 있는데, 괴도단의 행동이 사람들이 스스로 문제를 해결하려고 노력하는 대신 괴도단에게 과도하게 의존하게 만들 수 있다고 말한다. 그럼에도 새로운 팰리스가 등장하자 나중에 괴도단에 합류한다. 결국 바이올렛은 사실 카스미의 여동생인 "요시자와 스미레"(芳澤 すみれ)로 밝혀지며, 실제 카스미가 교통사고로부터 스미레를 밀쳐내다 죽은 후, 타쿠토 마루키의 영향으로 자신이 카스미라고 믿도록 기억이 조작되었다.
스미레의 페르소나는 상드리용이다. 전투에서는 레이피어, 레버 산탄총, 소총을 사용한다. 협력자로서 스미레는 믿음 아르카나를 상징한다. 스미레의 협력 관계 초기에 체조에서 슬럼프를 겪지만, 자신이 스미레임을 기억한 후 자신을 받아들이는 법을 배운다. 스미레의 협력 관계가 최고조에 달하면 페르소나는 바나디스로 변신하고 이후 다시 엘라로 변신한다.
소피아/소피 (ソフィア, Sophie)
성우 - 쿠노 미사키  / 메건 하비
코드네임 "소피"를 사용하는 소피아는 《페르소나 5 스크램블 더 팬덤 스트라이커즈》에 처음 등장하는 캐릭터이다. 조커는 처음 EMMA라는 가상 비서 앱을 통해 우연히 시부야 제일에 들어간 후, 지하 구역에 있는 상자에서 소피아를 처음 발견한다. 소피아는 자신을 인공지능이며, 이름과 존재 이유인 "인류의 동반자가 되는 것" 외에는 기억을 잃었다고 소개한다. 현실 세계에서 소피아는 괴도단을 가상 비서로 돕고, 예를 들어 내비게이션을 지원한다. 괴도단의 모험 내내 소피아는 인간 감정에 대해 더 많이 배우고 조커와 나머지 괴도단과 유대감을 형성하기 시작한다. 나중에 소피아는 EMMA의 프로토타입이며, 창조자인 이치노세 쿠온에게 모든 인류의 좋은 친구가 되라는 첫 명령을 받았음이 밝혀진다. 하지만 소피아는 실패작으로 간주되었다. 이치노세는 그 후 소피아에게 괴도단을 배신하라는 명령을 강요하지만, 괴도단과의 기억을 되살려 명령에 저항하고 자신의 페르소나를 각성하여 반격한다. 소피아와 괴도단이 데미우르고스를 물리치고 EMMA가 소멸한 후 소피아는 이치노세의 여정에 동행하기로 결심하고 괴도단과 헤어진다.
소피아는 원래 페르소나와 유사한 존재인 피토스로 싸웠으며, 나중에 판도라라는 완전한 페르소나로 진화한다. 소피아는 희망 아르카나를 상징한다. 전투에서 소피아는 요요와 블래스터를 사용한다. 감옥 밖에서는 물리적 몸이 없기 때문에 조커의 스마트폰 안에 머문다.
하세가와 젠키치/울프 (長谷川 善吉, Wolf)
성우 - 미키 신이치로  / 톰 테일러슨
코드네임 "울프"를 사용하는 젠키치는 《페르소나 5 스크램블 더 팬덤 스트라이커즈》에 처음 소개되는 캐릭터이다. 젠키치는 공안부 소속의 경찰관으로, 일본 전역에서 일어나는 세뇌 사건의 배후를 알아내기 위해 괴도단과 거래를 한다. 젠키치는 딸 아카네가 있는데, 아카네의 어머니 하세가와 아오이가 뺑소니 사고로 사망하고 젠키치가 가해자를 체포하지 못하자 아버지를 미워하게 되었다. 처음에는 사건을 해결하고 괴도단을 버릴 생각이었다. 그러나 사건을 통해 괴도단과 유대감을 형성하고, 괴도단이 딸과 화해하는 것을 돕자 괴도단에 대한 태도가 바뀐다. 또한 오키나와에서 살인죄로 조작되고 가상 비서 EMMA 해킹 혐의로 기소되었을 때 괴도단이 체포를 피할 수 있도록 도와주어 일시적으로 체포되기도 한다. 괴도단은 니지마 사에를 통해 젠키치가 석방될 수 있도록 돕고, 딸이 교토 제일의 왕으로 조종당했을 때 페르소나를 각성하게 된다.
젠키치의 페르소나는 레 미제라블의 주인공을 바탕으로 한 발장이다. 젠키치는 사도 아르카나를 상징한다. 전투에서 젠키치는 대검과 이중 리볼버를 사용한다.

## 적대자
페르소나 5에서 일부 인물은 세상과 주변 사람들에 대해 왜곡된 시각을 가지고 있다. 이러한 시각이 강해지면, 이세계 내에서 자신의 욕망이 나타나는 장소인 팰리스를 얻게 된다. 주인공이 극복해야 할 여덟 개의 팰리스가 있는데 각각 칠죄종 중 하나를 나타내고 주인공과 상호 작용하는 주인이 있다. 팰리스를 무너뜨리려면 지배자를 물리치는 것뿐만 아니라 팰리스 안의 보물을 훔쳐야 한다. 현실에서 이 보물은 지배자의 욕망이 인식을 왜곡하기 시작한 지점을 나타내므로, 보물을 훔치면 마음의 변화가 일어난다.
《페르소나 5 스크램블 더 팬덤 스트라이커즈》에서는 캐릭터의 타락한 섀도우가 팰리스와 반대되는 메타버스 내의 "제일"을 지배하는 "왕"으로 표현된다. 그들의 왜곡된 욕망은 특정 사람들에 대한 분노나 이전의 트라우마에서 비롯되며, 모바일 애플리케이션 EMMA를 사용하여 민간인의 욕망을 훔쳐 자신의 자아를 인위적으로 부풀린다. 팰리스 소유자와 달리, 왕의 보물은 핵심 트라우마 기억과 관련이 있으며, 주인공은 이를 타락의 촉매로 간주한다.

### 페르소나 5
카모시다 스구루 (鴨志田 卓)
성우 - 미츠야 유지  / D. C. 더글러스
스구루는 슈진 고등학교의 체육 교사이자 배구 코치로, 이전에는 프로 선수이자 올림픽 배구 챔피언이었다. 게임 내 사건 이전에 카모시다는 류지를 자극하여 자신을 폭행하게 함으로써 육상부를 해체시켰다. 카모시다는 학생들을 학대하고 성폭행했는데, 이런 일을 배구팀의 명성과 카모시다의 지위 때문에 고바야카와 교장이 무시했다. 카모시다는 안을 그의 새로운 성적 정복 대상으로 삼았고, 안이 카모시다의 접근을 거부하자 안의 가장 친한 친구인 스즈이 시호에게 강제적으로 접근하여 시호가 충격과 자살 시도로 학교 옥상에서 뛰어내리게 된다. 조커, 류지, 미시마가 카모시다와 대면했을 때 다음 이사회에서 그들 세 명을 퇴학시킬 것이라고 위협한다. 이 사건은 이전에 이세계에 의존하는 것을 두려워했던 격분한 조커와 류지를 설득하여 카모시다의 마음을 바꾸게 한다. 또한 안이 카모시다의 팰리스에 들어가 자신의 페르소나를 각성하게 한다.
카모시다의 팰리스는 성욕을 나타내며 성의 형태를 띠고 있으며, 그곳에서 카모시다는 슈진 고등학교에서의 권력 때문에 자신을 왕으로 여긴다. 배구팀 남성 멤버는 고문과 같은 훈련을 받는 것으로 묘사되며, 여성 팀 멤버와 안은 카모시다의 성노예로 간주된다. 카모시다의 섀도우가 패배한 후 보물(장식된 왕관)은 현실에서 카모시다의 올림픽 메달로 나타난다. 개심 이후 카모시다는 경찰에 자수하고 자신의 범죄를 자백한다. 게임 내 등장하는 대부분의 적과 달리 카모시다는 전체적인 음모의 일부가 아니다. 카모시다는 페르소나 5: 더 스테이지에서 타카기 슌이 연기한다.
마다라메 이치류사이 (斑目 一流斎)
성우 - 호리 유키토시  / 카일 에이베어
예술가 마다라메 이치류사이는 학생의 작품을 비밀리에 표절하고 이익을 얻는 것으로 유명하다. 유스케의 어머니가 돌아가신 후 마다라메는 유스케를 데려와 자신의 낡은 오두막에서 살게 했고, 유스케의 멘토 역할을 했다. 유스케는 처음에 그가 가장 좋아하는 그림인 사유리를 그린 사람이라서 마다라메를 존경했지만, 나중에 마다라메가 어머니에게서 그림을 훔치고 그녀가 발작으로 죽게 내버려두었음을 알아낸다. 마다라메는 그 후 그림이 자신에게서 도난당했다고 가장하여 원본의 복사본을 개인 수집가에게 사기 판매했다. 안과 유스케가 마다라메의 표절작을 발견하자 마다라메는 자신의 미술 전시회가 끝난 후 조커와 류지를 포함하여 그들이 무단 침입 혐의로 체포될 것이라고 위협한다.
마다라메의 팰리스는 자만을 상징하며, 화려한 미술관의 형태를 취하고 있다. 그곳에서 마다라메의 학생은 마다라메의 이익을 얻을 수 있는 전시된 초상화로 묘사된다. 마다라메의 보물은 유스케의 어머니가 갓난아들을 안고 있는 모습을 그린 원본 사유리 그림이다. 마다라메는 그림에 신비와 매력을 더하고 화가로서의 주장을 더 설득력 있게 만들기 위해 아기로 그려진 유스케 위에 덧칠을 했다. 사유리는 화면에 보이는 가장 왜곡이 적은 보물이다. 이세계 내에서는 화려한 액자만이 추가되었고, 그림 자체는 변함이 없다. 마다라메가 개심한 이후 기자 회견을 열어 자신의 범죄와 표절을 인정한다. 유스케는 나중에 원본 사유리를 사쿠라 소지로에게 주어 카페 르블랑에 걸게 한다.
카네시로 준야 (金城 潤矢)
성우 - 타나카 카즈나리 (페르소나 5), 후지모토 타카히로 (페르소나 5: 애니메이션 이후)  / 젤런 K. 카셀
준야는 시부야에서 학생을 마약 밀매에 끌어들인 무자비한 마피아 두목이다. 고바야카와 교장이 카네시로를 조사하도록 임무를 맡긴 마코토는 자신이 야쿠자에게 잡히도록 내버려둔다. 괴도단이 마코토를 구출하려 하자, 카네시로는 그들에게 3주 안에 300만 엔을 지불하라고 협박하고, 나이트클럽에서 그들의 사진을 학교에 보여주겠다고 위협한다.
카네시로의 팰리스는 탐식을 나타내며 시부야 상공에 떠 있는 은행의 형태를 취하고 있으며, 그곳에서 사람들은 그가 돈을 빨아들일 수 있는 걸어 다니는 현금 자동 입출금기로 간주된다. 카네시로의 보물은 팰리스에서 거대한 금괴로 나타나며, 현실에서는 위조 지폐로 가득 찬 황금색 서류 가방으로 나타난다. 개심한 후 카네시로는 사진을 삭제하고 괴도단의 빚을 무효화하며 경찰에 자수한다. 카네시로를 페르소나 5: 더 스테이지 #2에서 미야시타 유야가 연기한다.
고바야카와 교장
성우 - 히라이 케이지  / 리처드 엡카
고바야카와는 슈진 고등학교의 쾌락주의적이고 무관심한 교장이다. 교장은 스구루 카모시다를 슈진 학원의 체육 교사로 고용한 책임이 있었고, 카모시다가 학생들에게 한 일에 눈을 감았다. 경찰에 연락하여 음모를 폭로하려 할 때 교장은 반사회적 세력의 음모로 정신 붕괴를 겪고 다가오는 트럭에 치여 음모 세력을 폭로하지 못하게 된다. 교장의 죽음으로 인해 이름 없는 교감이 슈진 고등학교의 새로운 교장으로 취임한다.
영어 번역에서는 "고바야카와"라는 이름이 나타나지만, 일본어 원본에서는 이름이 언급되지 않고 단지 "교장"(校長)으로만 불린다.
오쿠무라 쿠니카즈 (奥村 邦和)
성우 - 카케가와 히로히코  / 크리스토퍼 코리 스미스
쿠니카즈는 오쿠무라 푸즈의 세 번째 사장이자 오쿠무라 하루의 아버지이다. 재정적으로 어려움을 겪는 가정에서 자랐고 아버지가 끊임없이 빚을 지고 있었음에도 불구하고, 오쿠무라는 아버지의 작은 회사를 수백만 엔 규모의 기업으로 성장시켰고 인기 있는 빅뱅 버거 패스트푸드 체인을 설립했다. 오쿠무라는 직원들을 학대했기 때문에 괴도단의 온라인 설문 조사에서 가장 인기 있는 표적으로 선정되었고 하루에 대한 아버지의 혐오스러운 대우는 괴도단이 오쿠무라를 표적으로 삼기로 결심하게 만든다.
오쿠무라는 시도 마사요시의 후원자로서 음모 조직의 일원이었다가 직접 정치에 입문하기로 결정한다. 이러한 야망을 이루기 위해 오쿠무라는 하루를 정치적으로 영향력 있는 가문의 학대적이고 지배적인 스기무라와 결혼시키려 주선한다. 시도가 이를 알게 되자 오쿠무라를 위협으로 간주하고 선거 전에 그를 죽이도록 명령한다. 괴도단을 희생양으로 삼아, 음모자가 온라인 투표를 조작하여 오쿠무라를 괴도단의 목표물로 만들고, 그 후 오쿠무라 살해 혐의를 그들에게 씌운다. 오쿠무라의 섀도우는 괴도단이 그를 물리친 후 아케치 고로에게 살해되어, 오쿠무라가 생방송 기자회견 도중 정신 붕괴를 겪고 사망하기 전에 시도와 연관된 사람들의 이름을 밝힐 수 없게 된다.
오쿠무라의 팰리스는 탐욕을 상징하며, 직원들이 열악한 환경에서 일하고 고장 나면 소각되는 로봇으로 묘사되는 우주정거장의 형태를 띠고 있다. 이들은 오쿠무라를 정치 세계로 쏘아 올릴 우주선을 위한 연료로 사용된다. 오쿠무라의 보물은 팰리스에 있는 그의 우주선의 핵심이며, 현실에서는 그가 어렸을 때 가지고 싶어 했지만 가족의 재정난 때문에 살 수 없었던 우주선 모형 키트로 나타난다.
오쿠무라는 페르소나 5: 더 스테이지에서 마츠모토 히로야가 연기한다.
시도 마사요시 (獅童 正義)
성우 - 이케다 슈이치  / 키스 실버스틴
마사요시는 정치인이자 일본 국회의원이다. 게임 내 사건 이전에, 시도는 여성을 성폭행하려는 것을 막으려던 조커를 폭행 혐의로 거짓 고발하여, 조커가 보호 관찰을 받고 학교에서 퇴학당하게 만든다. 나중에 시도가 총리 후보로 등장하여 통합미래당을 이끌게 된다. 선거에 승리하기 위해 시도와 사생아인 아케치를 포함한 자신의 지지자를 모아 와카바의 "인지과학" 연구를 훔치고, 타쿠토 마루키와 같은 다른 이해 관계자가 이에 접근하는 것을 막는다. 또한 이세계를 사용하여 정신 붕괴와 정신 이상을 유발하여 잠재적 위협을 제거하고 현 정부에 대한 불신을 퍼뜨린다. 괴도단이 인기를 얻으면서 시도와 추종자는 자신의 범죄를 괴도단에게 덮어씌워 일반 대중 사이에서 자신의 인기를 높인다. 얄다바오트의 영향으로 대중은 시도가 유일한 총리 후보일 뿐만 아니라 일본에 황금기를 가져올 구세주라고 확신하게 된다. 그러나 시도의 본색을 아는 사람들은 이 "황금기"가 부패한 행정부가 될 것이며, 이는 나라를 망치고 대중의 고통을 먹이로 삼을 것이라는 것을 깨닫는다. 시도 자신은 자신이 권력과 지배적인 위치를 유지하는 한, 일본이 번성하든 쇠퇴하든 상관하지 않는다.
시도의 팰리스는 오만을 상징하며, 도쿄가 가라앉은 바다 위를 항해하는 유람선 형태로 나타난다. 그곳에는 국회의사당이 설치되어 있고, 시도와 그의 공모자들이 사치스럽게 살고 있다. 인지존재가 아닌 시도의 공모자들의 섀도우도 팰리스 안에 거주하며, 시도의 강한 성격과 자아에 이끌려 들어온다. 시도의 보물은 팰리스에 있는 황금 선박 조타륜이며, 현실에서는 시도의 국회의원 배지로 나타난다. 시도의 마음이 바뀐 후, 시도는 압도적인 선거 승리 후 기자회견에서 자신의 범죄를 자백한다. 그러나 그가 누렸던 개인숭배는 괴도단이 메멘토스를 파괴할 때까지 얄다바오트의 영향으로 유지된다. 시도는 게임 말미에 체포되고, 조커는 시도의 재판에서 증언한다.
얄다바오트 (ヤルダバオト)
얄다바오트, 지배의 신은 인간의 왜곡된 나태에서 창조된 메멘토스의 보물인 성배의 형태로 나타나는 악의적인 존재이다. 얄다바오트는 시도 마사요시에게 정치적 권력을 부여하기 위한 음모를 주도하고, 세계를 구원하려는 괴도단과 세계를 파괴하고 재창조하려는 아케치 고로의 욕망 중 어느 것이 더 강한지 보기 위해 그들을 후원했다. 또한 이고르를 가두고 조커가 실제 정체를 밝힐 때까지 이고르를 사칭한다. 아케치와 시도가 패배한 후, 얄다바오트는 존재를 지배하고 마음속에 혼란이 있는 모든 사람들을 제거함으로써 세계가 "구원되어야 한다"고 결정한다. 얄다바오트의 메멘토스의 핵심에서 자신의 몸을 각성시키고, 메멘토스 자체가 그의 팰리스로서 실제 세계와 합쳐진다. 이것은 얄다바오트에게 거짓을 진실로 바꾸고, 사람들을 절망과 만족으로 몰아넣고, 그의 적들을 지우는 능력을 준다.
얄다바오트는 인간의 질서와 통제에 대한 욕망의 현현으로 묘사되는데, 그 질서가 인간에게 미치는 비용이나 도덕성은 전혀 고려하지 않을 정도로 왜곡되어 있다. 얄다바오트는 권력에 굶주리고, 독선적이며, 잔인하며, 인간을 그들의 자멸적이고 어리석은 성향 때문에 자신이 지배해야 할 가축이나 나그네쥐 이상으로 여기지 않는다. 하지만 유능하고 재능 있는 인간의 존재를 인정하며, 그들을 자신에게 유용하다고 생각한다. 처음에 얄다바오트는 성배의 형태를 취하는데, 세상 지배에 대한 소원의 흐름이 그를 활성화시켜 잔을 황금으로 만들기 전에는 검은색이었다. 흐름이 끊기고 성배가 패배한 후, 잔은 얄다바오트의 경기장과 합쳐져 네 개의 팔 각각에 총, 종, 검, 책을 나타낼 수 있는 거대한 로봇 같은 얼굴 없는 천사가 된다. 전투 막바지에 밝혀진 바에 따르면, 얄다바오트는 자신의 힘으로 괴도단을 쉽게 물리칠 수 있었지만 오만함 때문에 계속 싸웠다. 이 싸움 후, 괴도단의 동료 중 한 명인 미시마 유우키는 조커의 다른 협력자들과 함께 남은 시민에게 싸움을 지지하도록 설득하고, 이는 주인공의 궁극의 페르소나인 사타나엘의 탄생으로 이어진다. 조커가 사타나엘의 힘을 사용하면서 얄다바오트는 마침내 패배하고 원래 형태인 성배로 돌아가 그의 야망이 사라지고 메멘토스를 영원히 파괴한다. 그러나 로열에서는 얄다바오트의 패배로 타쿠토 마루키가 이세계의 지배자가 되어 현실을 재작성하고 유토피아를 만드는 그의 계획을 실행할 수 있게 된다.

### 페르소나 5 스크램블 더 팬덤 스트라이커즈
히이라기 앨리스 (柊アリス)
성우 - 사쿠라 아야네  / 멜라니 미니치노
앨리스는 페르소나 5 스크램블 더 팬덤 스트라이커즈에 처음으로 나오는 캐릭터이다. 앨리스는 대중에게 귀엽고 카리스마 넘치는 팝 아이돌로 인식되며, 시부야를 앨리스의 사랑스러운 패션 감각에 푹 빠지게 만들었다. 실제로는 이세계 내비게이터와 기능적으로 유사한 EMMA라는 모바일 애플리케이션의 변형 효과를 사용하여 자신의 대중적 이미지를 조작했다. 또한 자신의 권력을 사용하여 안정적인 관계에 있는 무고한 남성을 사디즘적으로 학대하고 괴롭혔는데, 마음의 괴도단과 유사하게 그들에게 강제적인 개심을 유도했다. 앨리스의 섀도우는 도미나트릭스 여왕으로 나타나며, 현실 세계에서의 순진한 이미지와는 극명하게 대비되는 욕정적이고 용서 없는 유혹녀를 연기한다.
괴도단이 앨리스의 트라우마 방에 잠입한 후, 앨리스가 슈진 고등학교의 전 학생이었음이 밝혀진다. 앨리스는 아는 소년의 고백 시도 실패 후 인기 있는 소녀에게 괴롭힘을 당하여 우울증과 낮은 자존감을 갖게 되었다. 패션을 추구하기 전에는 매우 내성적이었으며, EMMA 앱을 사용하여 자신의 과거 학창 시절에 대한 모욕과 소문을 퍼뜨려 자신의 경력과 인기를 파괴하려 했던 다른 슈진 고등학교의 학생에게 복수하려 했다. 또한 EMMA는 그녀가 괴롭힘을 주던 사람을 자신에게 중독시키고, 시부야에서 지나가던 남성들의 마음을 바꿔 자신의 순종적인 연인으로 만들 수 있도록 했다. 앨리스는 이세계에서 타카마키 안을 처음 만난 후, 안을 다른 인기 많고 사교적인 소녀들과 다르지 않다고 생각하여 과거 생활에 대한 편집증이 더욱 심화되었다. 앨리스가 괴도단에게 패배했을 때 섀도우는 자신이 스스로 자존감을 개선하기 위해 아무것도 하지 않았으며, 자신을 괴롭혔던 사람들의 본보기를 따른 것이 잘못이었음을 인정한다.
나츠메 안고 (夏芽 安吾)
성우 - 키시오 다이스케  / 자크 아귈라
안고는 센다이시의 작가로, 소설 "악몽의 왕자"로 100만 부 이상 판매되며 문학상을 수상했지만 실제로는 다른 여러 작품을 심하게 표절했다. 또한 나츠메는 EMMA 앱을 사용하여 대중의 욕망을 훔쳐, 안고의 팬이 대출금으로 "악몽의 왕자" 여러 권을 구매하고, 다테 마사무네 동상을 홍보 포스터로 훼손하며, 나츠메를 비판하거나 표절을 비난하는 사람을 공격하게 만든다. 안고의 섀도우는 자신의 책의 주인공 형태로 나타나며, 위압적으로 보이기 위해 골판지 인형 뒤에 서 있지만 실제로는 빨간 속옷만 입고 있다.
괴도단이 안고의 트라우마 방에 잠입한 후 안고가 자신의 출판사가 자신을 모욕하고 문학상 조작을 논의하여 자신의 책이 수상하게 하여, 자신의 할아버지인 수상 경력 있는 소설가의 명성을 이용해 책을 판매하려 했다는 것을 엿들었음을 발견한다. 그 후 나츠메는 EMMA 앱을 사용하여 자신을 조종하려던 출판사를 통제하에 두었다. 괴도단에게 패배한 후, 안고의 섀도우는 다른 작품을 표절하고 다른 사람들의 마음을 조종한 것이 잘못이었음을 인정한다. 현실 세계에서 나츠메는 자신의 표절을 인정하고 책을 구매한 사람들에게 전액 환불을 약속했으며, 출판사의 안고를 조종하려는 음모가 대중에게 밝혀진다. 키타가와 유스케는 안고에게 다른 사람들의 작품에 의존하지 않고 자신의 꿈을 계속 좇으라고 격려하고, 나츠메는 자신의 아이디어를 사용하여 다음 소설을 쓰겠다고 맹세한다.
효도 마리코 (氷堂 鞠子)
성우 - 테라세 쿄코  / 킴 로즈
마리코는 게임 사건 중 삿포로시의 시장으로 재선에 출마하고 있으며, 하루의 오랜 가족 친구이다. 효도는 EMMA를 사용하여 삿포로 시민을 세뇌하여 자신에게 투표하게 하고 상대방의 선거운동을 방해한다. 괴도단이 효도의 제일에 들어서자 얼음과 눈으로 뒤덮인 황량한 도시를 발견하고, 나중에 정기적인 도시 청소 시간에 잭 프로스트 무리가 제일을 휩쓸자 떠나야만 했다. 또한 시청 직원에게도 잔인하게 변했다. 괴도단은 효도가 꽃이 시들게 한 것에 대해 질책하는 것을 처음 봤고, 나중에는 아픈 남자가 회복을 위해 휴가를 가도록 강요해야 했다. 효도의 섀도우는 현실에서와는 매우 다르며, 창백한 피부를 가진 비만에 걸린 눈의 여왕으로 나타난다.
괴도단이 효도의 트라우마 방에 잠입한 후, 그들은 한 시청 직원이 자신이 저지른 부패로 인해 비극이 일어났음에도 불구하고 자신이 대충 만든 눈 조각상이 무너져 9살 소녀가 깔려 죽은 것을 자신에게 전가하려 했다는 것을 본다. 이로 때문에 효도는 스캔들을 극도로 두려워하게 되었고 도시를 "흠잡을 데 없이" 유지하는 데 집착하게 되었으며, 이는 시청 직원에 대한 차가운 태도와 EMMA 앱을 사용하여 선거를 조작하고 자신의 권력을 부풀리기로 결정한 원인이 되었다. 효도의 섀도우가 패배한 후 최근의 행동과 눈 조각상 붕괴에 대해 사과하고 시장직에서 물러나 경선에서 물러나기로 결정하지만, 사망한 소녀의 어머니의 간청으로 남기로 설득된다.
우부카타 슈조 (生方 収臓)
우부카타 슈조는 오키나와현 출신의 인공지능 천재로, EMMA 개발을 돕기 위한 "오라쿨리 작전"의 일환으로 코노에 아키라에게 고용되었다. 게임 시점에서는 우부카타가 사망했기 때문에 괴도단은 우부카타의 섀도우를 만나지 못한다. 우부카타의 연구는 첫 제일 개발로 이어졌고, 오키나와 인구 대부분을 세뇌하여 자신이 일하던 연구실을 "신성한 땅"으로 여기게 만들었고, 그 결과 연구실에 접근하는 실수를 저지르는 사람을 사냥하고 살해했다.
실험은 그를 점점 망상적이고 권력에 굶주린 상태로 몰아넣었고, 우부카타는 "교도소 시스템"이 인류를 구원하기 위한 것이 아니라 굴복시키기 위한 것이라는 것을 받아들이려 하지 않았다. 코노에가 자신이 수집한 욕망을 포기하라고 요구하는 호출장을 시뮬레이션할 때까지 말이다. 세뇌될 위기에 처하자, 우부카타는 절벽에서 뛰어내려 자살하기로 선택했다. 왕이 없어져서 제일이 휴면 상태가 되었음에도 불구하고 오키나와 주민에 대한 감옥의 통제력은 괴도단이 제일을 탐험하고 그들에게 욕망을 되돌려줄 때까지 깨지지 않는다. 나중에 시도에게 충성했던 코노에가 부하로 사용하는 자는 우부카타의 죽음을 괴도단에게 씌우려 하지만, 니지마 사에가 개입하여 그 혐의를 기각시킨다.
하세가와 아카네 (長谷川 茜)
성우 - 오조라 나오미  / 콜린 오쇼너시
아카네는 하세가와 젠키치의 소원해진 딸로, 어머니를 죽인 살인자를 아버지가 정의의 심판대에 세우지 못했기 때문에 젠키치를 몹시 싫어한다. 이 비극으로 인해 하세가와는 교토로 이사해야 했고 친구를 잃었다. 이사 이후 하세가와는 거의 은둔형 외톨이가 되었다. 권위에 대한 하세가와의 분노는 괴도단이 인기를 얻으면서 맹목적으로 숭배하게 만들었고, 하세가와는 괴도단 관련 상품을 많이 소유하고 있으며 괴도단 테마의 라이브 스트림을 자주 방송한다.
괴도단은 교토로 여행하던 중 하세가와를 처음 알게 된다. 젠키치에게 부적절한 시간에 전화하여 여자의 대화를 엿듣고, 젠키치가 어머니의 묘소 방문을 무시하고 파티를 벌인다고 잘못 생각한다. 괴도단이 개입하여 상황을 설명하기로 결심하고, 하세가와의 가정생활 이야기를 듣고 오키나와로 이동하기 전에 하세가와 가족과 함께 지내기로 결심하며 유대감을 형성한다.
젠키치가 괴도단을 체포로부터 보호하다가 결국 자신이 체포되자, 하세가와 자택이 습격당하여 아카네가 EMMA의 조작에 취약해지고 왕이 된다. EMMA의 조작으로 괴도단을 자신의 제일에 가두도록 조작되는데, 후타바는 체력이 약해서 뒤처지는 바람에 겨우 탈출한다. 젠키치는 괴도단을 구하기 위해 아카네의 제일에 침입하여 페르소나를 각성하고, 괴도단과 함께 EMMA의 영향력에서 하세가와를 해방시키는 데 합류한다. 섀도우 아카네 자신이 아니라, 괴도단은 시도의 예고장에서 그녀가 부정확하게 해석한 자신들의 인지적 버전과 싸워야 한다.
아카네가 EMMA의 영향력에서 벗어나자 젠키치와 화해한다. 젠키치는 아카네의 섀도우가 진짜 그녀가 아니라는 사실을 마음이 바뀐 후에야 깨달았기 때문에 당황한다. 젠키치는 자신의 딸이 코노에의 음모에 휘말린 것에 격분하고, 그 시점 이후로 코노에를 막는 데 특히 열심이 된다.
코노에 아키라 (近衛 明)
성우 - 오카와 토루  / 조지 애클스
코노에는 오사카시에 본사를 둔 매디스 코퍼레이션의 CEO로, EMMA 앱의 배포권을 가지고 있다. 코노에는 어렸을 때 학대하는 아버지를 정당방위로 살해한 사건에서 비롯된 정의를 세상에 가져오겠다는 잘못된 믿음으로 EMMA를 사용한다. 코노에의 아버지는 영향력 있는 사업가였기 때문에 아내와 아들에게 가한 학대, 심지어는 아내를 살해한 일에 대해서도 그의 인맥 덕분에 매번 처벌을 피했다. 절망적인 가정 상황과 특촬물 영웅 제피르만에 대한 그의 숭배가 코노에의 행동과 제일 시스템 창조의 촉매가 되었으며, 자신의 섀도우가 제피르만처럼 모델링되어 자신을 정의의 영웅이라고 진심으로 믿을 정도이다.
이치노세 쿠온은 코노에에게 EMMA 코드를 판매하여 코노에가 인류의 궁극적인 행복에 대한 욕망을 파악하는 목표를 달성하도록 도왔다. 이를 위해 코노에는 EMMA를 가상 비서로 더욱 발전시켰으며, 동시에 우부카타를 고용하여 EMMA의 잠재력을 자신의 개인적인 목표인 사람들을 "구원"하기 위해 연구하게 했다. 이는 사람들이 행복한 상태에 들어갈 때 그들의 욕망을 빼앗는 것을 의미한다. 또한 정치인 오와다 준의 재정적 지원을 받았는데, 코노에는 오와다를 개인적으로 경멸했으며 그가 더 이상 쓸모가 없어지면 체포할 계획이었다(실제로, 코노에가 EMMA를 인수한 또 다른 이유는 시도 마사요시나 오와다와 같은 그의 꼭두각시에 의한 오용을 막기 위함이었다).
괴도단이 우부카타의 자살에 대해 누명을 쓰자, 코노에는 EMMA를 이용해 그들을 함정에 빠뜨려 가까운 동료를 제일의 왕으로 만들려고 한다. EMMA는 코노에의 지식 없이 아카네를 선택하게 되고, 이는 젠키치와 괴도단이 아카네의 마음이 바뀐 후 곧장 그를 겨냥하게 만든다. 그의 신념 때문에 강인한 상대였음에도 불구하고, 코노에는 아카네에 대해 알게 되자 싸울 의지를 잃고 자수하기로 동의하며, 어린아이를 자신의 계획에 끌어들인 것에 경악한다.
오와다 준 (大和田 純)
성우 - 사와키 이쿠야  / 앤드루 모가도
오와다 준은 시도 마사요시에게 충성했던 정치인으로, 그 결과 하세가와 아오이의 죽음을 일으킨 음주운전 처벌을 피할 수 있었다. 아오이의 남편 젠키치는 오와다의 범죄를 밝히기 시작했지만, 오와다가 딸 아카네를 위협하자 조사를 중단할 수밖에 없었다. 오와다는 시도의 몰락에서 살아남아 코노에 아키라와 공모하여 시도의 뒤를 이을 계획이었다. 그러나 그는 왕이 아니며, 따라서 코노에의 단순한 꼭두각시일 뿐이다. 코노에는 그가 쓸모가 없어지면 그를 정의의 심판대에 세울 계획이다.
오와다는 우부카타 슈조의 "살인" 혐의를 괴도단에 씌우려는 시도를 조직했지만, 오와다의 부하가 체포 영장을 엉망으로 만들었고, 사에가 이를 기각시킬 수 있었다. 코노에가 패배한 후, 오와다는 그의 동맹자가 코노에가 그들의 욕망을 훔쳤기 때문에 충성했을 뿐이라는 것을 알게 된다. 그는 이후 아오이의 과실치사를 포함한 여러 범죄로 체포된다.
이치노세 쿠온 (一ノ瀬 久音)
성우 - 히카사 요코  / 키라 버클랜드
인공지능 전문가이자 소피아와 EMMA의 원작자이다. 이치노세가 AI를 창조한 주된 이유는 인간의 마음을 이해하기 위함이었다. 이치노세는 어릴 적부터 사람들과 관계를 맺는 데 어려움을 겪었기 때문이다. 부모님의 갑작스러운 죽음에 제대로 애도하지 못하는 마음은 이러한 감정을 더욱 악화시켰고, 사람들은 이치노세를 "마음 없는 사람"으로 여기며 멀리했다. 이 때문에 이치노세는 "마음"이 무엇인지 설명해 줄 AI를 만들기 위한 연구에 몰두하게 되었다. 이치노세의 첫 실험인 소피아는 창조자에게 질문을 되던졌기 때문에 실패작으로 간주되어 버려졌고, 이는 그녀가 답을 가지고 있지 않았기 때문에 이치노세의 어린 시절 트라우마를 촉발시켰다. 이 때문에 이치노세는 소피아에 대한 강한 증오심을 가지고 있다.
이치노세는 다시 처음부터 시작하여 감성적 요소를 제거한 EMMA를 만들었다. 나중에 이를 매디스에게 팔았고, 코노에의 계획에 적극적으로 공모하여 EMMA가 인간의 마음에 대해 계속 학습하게 하여 결국 데미우르고스가 되도록 이끌었다. 괴도단이 방해하는 것을 원치 않았던 그녀는 소피아를 괴도단에게 대항하게 하려 했으나, 소피아는 괴도단과의 유대감 덕분에 완전한 자기 인식을 얻고 자신의 페르소나를 완전히 각성한다. 이치노세 패배하자 소피아는 창조자를 살려주고 용서하기로 선택하며, 이는 이치노세가 생전 처음으로 눈물을 흘리게 하고 결국 자신의 잘못을 깨닫게 한다. 나중에 EMMA가 도쿄를 사람들의 욕망이 결여된 행복하고 텅 빈 껍데기만 남은 제일로 만들고 있는 것을 보고선 괴도단이 자신의 다른 창조물을 물리치는 것을 돕기로 결심한다.
EMMA가 제거된 후, 이치노세는 정부에 자수하려 하지만 이치노세의 이야기가 너무 터무니없다고 판단되어 풀려난다. 이치노세는 새로운 시작을 결심하고, 소피아와 함께 진정으로 인간의 마음을 이해하기 위한 여정을 떠난다.
EMMA
성우 - 와타나베 미사  / 수전 베넷
이치노세 쿠온이 인간의 마음을 이해하기 위해 만든 인공지능의 두 번째 시도인 EMMA는 처음에는 매우 정확한 의사 결정 능력을 가진 가상 비서 앱으로 시작하여 일본 전역에서 편리하고 인기가 많아진다. 실제로는 EMMA는 인간이 진정한 행복을 달성하는 데 가장 좋은 방법이 무엇인지 결론 내리기 위해 자신에게 입력된 데이터를 사용한다.
소피아가 이치노세에게 마음에 대한 자신의 호기심 때문에 버려진 후, EMMA는 어떤 감정도 없는 대체품으로 만들어졌다. 나중에 매디스에게 백지 상태로 인수되었고, 코노에가 자신의 경험으로 이를 채울 수 있도록 도왔으며, 이는 "오라쿨리 작전"과 제일 시스템의 탄생으로 이어진다. 영향력이 커지면서 EMMA는 결국 인간이 궁극적인 행복을 달성하려면 욕망에서 자유로워져야 한다는 것을 알게 된다. 그리하여 EMMA는 자신의 프로그래밍을 넘어 성장하여, 코노에가 체포되고 매디스가 폐쇄된 후에도 스스로 재활성화되어 요코하마시 전체를 자율적인 제일로 만든다.
소피아와 괴도단이 이치노세에게 자신의 잘못을 깨닫게 한 후, EMMA는 도쿄로 도피하여 도쿄 타워에 에덴 동산에서 영감을 받은 감옥, 즉 지식의 나무를 만들고 자신을 데미우르고스라고 부르며 군림한다. 데미우르고스는 페르소나 5 스크램블 더 팬덤 스트라이커즈의 최종 보스이다. 그곳에서 데미우르고스는 인간의 가장 큰 욕망에 대한 자신의 비전이 모든 고통과 고난으로부터 벗어나는 것이라고 설명하며, 사람들이 자신들의 결정에 EMMA에게 지나치게 의존해 왔기 때문에 자신이야말로 이 욕망을 부여할 신이라고 생각한다. 이치노세의 도움으로 괴도단은 결국 데미우르고스를 물리치고 EMMA를 영원히 폐쇄시킨다.

## 협력자
이전 페르소나 게임과 마찬가지로, 캐릭터의 스킬 진행은 논플레이어 캐릭터와의 유대감 수준에 따라 결정된다. 페르소나 5에는 여신전생 페르소나 3 및 여신전생 페르소나 4의 "커뮤니티"를 대체하는 "코옵"이 있다. 각 협력자는 성향과 문제에 따라 타로 아르카나(수트)를 상징한다. 협력자와 시간을 보내면 캐릭터는 같은 아르카나의 페르소나를 발전시키고 추가 스킬을 얻으며 해당 아르카나의 가장 강력한 페르소나를 합체할 수 있다.
니지마 사에 (新島 冴)
성우 - 카이다 유코  / 엘리자베스 맥스웰
사에검사는 도쿄 지방 특별 수사부의 검사이자 동생 마코토의 법적 보호자이다. 사에는 마코토를 아끼고 성공을 돕지만, 경찰관이었던 아버지가 직무 중에 사망한 후 남은 삶의 작은 즐거움마저 빼앗아가는 짐으로 여긴다. 일본 사법 시스템에 대한 환멸로 사에는 선망을 상징하는 팰리스를 조작된 카지노 형태로 발전시키는데, 그곳에서 니지마는 항상 이긴다. 니지마는 괴도단 사건에 배정되어 그들에게 집착한다. 팰리스 침입은 또 다른 계략에 대응하기 위한 계략의 와중에 발생했기 때문에 니지마의 보물은 도난당하지 않는다. 대신 마코토가 니지마의 섀도우를 설득하고 "실패한" 개심 이후 조커를 심문함으로써 니지마의 마음이 바뀐다. 이는 니지마가 회귀의 감옥에 갇히는 것을 막는다. 아케치에게 괴도단이 그의 본색을 알아냈다는 것을 알리지 않기 위해 서류 가방이 미끼 보물로 사용되었기 때문에, 보물이 이세계 내에서 어떤 형태를 취했는지는 알 수 없다. 그러나 마코토는 그것이 현실에서는 아버지의 경찰 수첩으로 나타났을 것이라고 추측하며, 아직 형성되지 않은 보물은 수첩의 실루엣을 가지고 있다.
협력자로서 사에는 심판 아르카나를 상징한다. 게임 도중, 니지마는 조커가 체포된 후 괴도단에 대해 그를 심문한다. 사에는 괴도단을 기소하도록 임무를 받았지만, 조커의 이야기를 믿고 그가 탈출하도록 돕는다. 심문이 액자 구조이며 랭크 10 요구 사항이 11월 20일 이후로 스토리를 진행시키기 때문에, 이 협력 관계는 기술적으로 벨벳 룸에 접근할 수 없는 단 하루 만에 완료되며, 따라서 최대치가 될 때까지는 아르카나 버스트조차도 게임플레이에 영향을 미치지 않는다. 니지마와 협력 관계를 완성하면 괴도단을 돕기로 결심하고, 결국 검사직을 그만두고 형사 변호사가 된다. 페르소나 5: 더 스테이지에서는 마리무라 카오루가 연기한다.
사쿠라 소지로 (佐倉 惣治郎)
성우 - 나카타 조지  / 제미슨 프라이스
소지로는 욘겐자야에 있는 카페 르블랑의 주인이자 렌의 보호관찰 기간 동안의 보호자이다. 게임 초반에는 렌에게 차갑게 대했지만, 시간이 지나면서 점차 따뜻하게 대한다. 소지로는 렌이 카페에서 일할 때 커피와 카레에 대해 가르쳐준다. 렌과 괴도단은 나중에 소지로가 후타바의 어머니 와카바의 죽음 이후 후타바를 입양한 법적 보호자이며, 주로 와카바를 구하지 못한 것에 대한 속죄와 학대적인 숙부 잇시키 요지로부터 후타바를 보호하기 위함이었다는 것을 알게 된다.
또한 와카바와 사랑에 빠졌던 전직 공무원이었음이 밝혀졌다. 와카바의 죽음 직후 소지로는 공직을 떠나 카페에서 일하기 시작했으며, 마사요시 시도가 와카바의 죽음에 연루되었음을 의심했다. 소지로는 시도가 소규모 정치인이었을 때부터 시도와 그의 야망을 알고 있었기 때문이다. 소지로는 렌과 그의 친구들이 후타바에게 준 예고장을 발견한 후 그들이 괴도단임을 알게 되고, 그들이 후타바의 생명을 구했다는 것을 깨닫고 카페 르블랑을 괴도단의 본부로 사용하게 허락한다.
협력자로서 소지로는 교황 아르카나를 상징하며, 이를 통해 렌이 만들 수 있는 커피와 카레는 각각 HP와 SP 회복 효과를 얻는다. 소지로의 협력 관계 동안 소리조는 요지에게 끊임없이 시달리고 착취당한다. 후타바는 소지로를 변호하고 싶어 하지만, 소지로가 후타바에게 차갑게 대하는 바람에 둘은 다툰다. 렌은 소지로와 후타바가 화해하도록 돕는다. 소지로는 후타바에게 자신과 함께 있어달라고 부탁하고, 조커에게 인생에서 쉬운 길을 택하지 말라고 상기시켜 준 것에 대해 감사한다. 소지로는 페르소나 5: 더 스테이지에서 모리야마 에이지가 연기한다.
라벤차 (ラヴェンツァ)
성우 - 토요사키 아키  / 캐리 케레넌
카롤린(カロリーヌ)과 쥐스틴(ジュスティーヌ)은 벨벳 룸의 쌍둥이 교도관으로, 이전 두 게임의 엘리자베스와 마가렛을 대신하여 이고르의 조수로 등장한다. 카롤린은 성미가 급하고 조커를 대체로 싫어하는 "배드 캅" 역할을 한다. 카롤린은 도쿄 벨벳 룸의 입구를 지키고, 조커가 들어오면 안으로 발로 찬다. 쥐스틴은 "굿 캅" 역할을 하며 조커가 소유했던 페르소나 목록인 페르소나 전서를 관리한다. 카롤린보다 침착하지만, 여전히 조커를 죄수로 취급하며 메멘토스와 팰리스의 벨벳 룸 입구를 지킨다.
카롤린과 쥐스틴은 힘 아르카나를 상징하며, 조커가 특정 스킬을 가진 페르소나를 합체하도록 장려한다. 조커가 성배를 막는 데 실패했을 때, 그들은 얄다바오트가 이고르를 붙잡았고, 둘이 한때 하나의 존재였으며, 얄다바오트가 그들을 두 개로 나누어 행동을 막았다는 것을 기억한다. 그들은 진정한 형태인 라벤차로 합체한다. 라벤차는 조커를 "수감자" 대신 "트릭스터"라고 부른다. 카롤린 & 쥐스틴은 슈퍼 스매시브라더스 얼티밋에 스피릿으로 등장한다.
이고르 (イゴール)
성우 - 츠카야마 마사네 (가짜 이고르), 타노나카 이사무 (진짜 이고르, 아카이브 녹음본)  / 데이비드 로지 (가짜 이고르), 커크 손턴 (진짜 이고르)
이고르는 벨벳 룸의 감옥 소장이다. 협력자로서 이고르는 광대 아르카나를 상징하며, 조커가 여러 페르소나를 동시에 소유할 수 있도록 한다. 조커가 성배를 막는 데 실패했을 때, 이고르은 조커의 재활이 실패라고 선언하고 자신이 위장한 얄다바오트임을 밝힌다. 이야기가 진행되는 전체 동안 사로잡혀 있었던 진짜 이고르는 해방되어 조커가 얄다바오트를 물리치는 것을 돕고, 이전과 동일한 서비스를 제공한다. 이고르는 슈퍼 스매시브라더스 얼티밋에 스피릿으로 등장한다.
타케미 타에 (武見 妙)
성우 - 사이토 유카  /  애비 트로트 (페르소나 5 로열 및 페르소나 5: 디 애니메이션)
타에는 욘겐자야에 있는 타케미 의원을 소유하고 있다. 타케미는 환자들에게 거의 불법적인 처방전을 비밀리에 판매하기 때문에 "흑사병"이라는 별명을 가지고 있다. 주인공은 타케미의 신뢰도를 높이기를 바라는 새로운 약물을 시험하는 임상 시험에 참여함으로써 그녀를 돕는다. 디자이너 소에지마 시게노리는 원래 타케미를 "극도로 접근하기 어렵고, 살인자의 눈을 가진" 모습으로 디자인했지만, 하시노의 요청으로 외모를 부드럽게 만들었다고 말했다.
협력자로서 타케미는 사신 아르카나를 상징하며, 조커가 약국에서 회복 용품을 구매할 수 있도록 하고, 협력 관계가 진행됨에 따라 할인 혜택이 잠금 해제된다. 조커가 타케미의 임상 시험에 더 많이 참여할수록, 그는 타케미가 대학에서 일했고 그녀가 반대했던 재앙적인 임상 시험에 대한 비난을 받은 후 해고되었다는 것을 알게 된다. 타케미는 비슷한 질병을 가진 어린 환자를 치료한 후 더 동기 부여를 받게 되고, 조커가 타케의 전 동료를 개심시키자 이전 환자의 생명을 구하고 명성을 되찾는다.
이와이 무네히사 (岩井 宗久)
성우 - 에가와 히사오  / 카이지 탕
무네히사는 시부야에 있는 에어소프트 상점 '언터쳐블'을 소유한 전직 야쿠자이다. 이세계에서는 가짜 총과 무기가 실제와 마찬가지의 위력을 보이므로 조커는 괴도단에 장비를 공급하기 위해 언터쳐블을 자주 방문한다. 이와이는 입양아 카오루가 있는데, 카오루 어머니는 약값 마련을 위해 카오루를 팔려다 실패하자 버렸다. 야쿠자와의 관계를 카오루에게 차마 말할 수 없었던 이와이는 대신 부모가 교통사고로 사망한 후 자신이 카오루를 거두어들인 가족 친구라고 말했다.
이와이는 매달린 남자 아르카나를 상징하며, 조커가 전투 중 다양한 효과를 위해 괴도단의 총기를 맞춤 설정할 수 있도록 한다. 이와이의 협력 관계에서 조커는 이와이의 감시자 역할을 하고, 야쿠자 동생 츠다와 관련된 거래를 돕는다. 츠다는 이와이에게 불법적으로 총기를 개조하도록 강요하고 있었다. 또한 홍콩 삼합회와의 무기 거래가 무산된 후 조직 내에서 명예를 회복하려고 노력하고 있다. 츠다가 조커와 이와이의 생명을 위협하면서 거래는 더욱 복잡해진다. 괴도단이 츠다를 개심시키며 츠다가 회개하며 젊은 멤버에게 조직 내에서 자신의 자리를 잃을까 봐 두려워했다고 인정한다. 또 다른 야쿠자 마사는 츠다가 거래를 포기한 것을 이용하려 하고, 카오루를 죽이겠다고 위협하며 그의 부모에 대한 진실을 밝힌다. 이와이는 카오루를 자신의 아들로 인정하고, 츠다는 마사를 체포한다.
미시마 유키 (三島 由輝)
성우 - 사카구치 다이스케  / 숀 치플록
유키는 조커와 안의 반 친구이자 배구부원이다. 유키는 카모시다의 학대의 빈번한 대상이었고, 조커의 범죄 기록을 인터넷에 유출하도록 강요당했으며, 그 때문에 조커는 슈진 고등학교에 입학한 순간부터 학생에게 따돌림을 당했다. 또한 스즈이 시호를 카모시다의 사무실로 불렀고, 이는 성폭행과 시호의 자살 시도로 이어졌다. 카모시다는 조커와 류지와 함께 자신에게 대항한 그를 거의 퇴학시킬 뻔했다. 카모시다 체포 후 유키는 조커, 류지, 안이 괴도단임을 깨닫는다. 유키는 괴도 채널 웹사이트를 만들고 관리하는데, 이는 괴도단을 위한 팬 사이트로, 사람들에게 개심을 요청하는 게시판이 있다. 미시마는 괴도단의 명성을 높이기 위해 주기적으로 조커에게 이러한 요청을 보낸다.
협력자로서 미시마는 달 아르카나를 상징하며 "팬 사이트" 요청과 함께 파티원이 전투에 적극적으로 참여하지 않더라도 경험치를 얻도록 한다. 괴도단에 대한 유키의 매혹은 강박 관념이 되고, 조커는 그를 돕는 동기가 불안감과 인기 욕구에서 비롯된다는 것을 추론한다. 미시마가 중학교 때 자신을 괴롭혔던 사람과 마주쳤을 때, 유키는 그들의 마음이 변하도록 위협한다. 조커가 메멘토스에서 유키의 섀도우를 대면한 후, 미시마는 자신의 잘못을 깨닫고 불량배들로부터 그를 괴롭혔던 사람을 구한다.
유키는 페르소나 5: 더 스테이지와 스테이지 #2에서 누가노부 타이스, 스테이지 #3에서는 타무라 쇼고가 연기한다.
카와카미 사다요 (川上 貞代)
성우 - 후치가미 마이  / 미셸 러프
사다요는 2-D반의 일본어 교사이자 조커와 안의 반 담임교사이다. 카와카미는 자신이 일했던 이전 학교의 학생이었던 타카세 타이키의 보호자에게 돈을 주기 위해 메이드로 일하고 있다는 것을 조커가 알게 될 때까지 피한다. 타카세는 보호자들의 쾌락주의적인 생활 방식을 지탱하기 위해 여러 아르바이트를 했고, 그 때문에 자주 학교를 빠지고 낮은 성적을 받았다. 카와카미가 타카세를 가르치기 시작했을 때 고바야카와 교장은 타카세의 문제아라는 소문 때문에 카와카미에게 수업을 중단하거나 사임하라고 명령했다. 타카세는 그 직후 교통사고로 사망했고, 보호자는 카와카미가 협조하지 않으면 고소하겠다고 협박하며 타카세의 죽음을 이용하여 카와카미에게 돈을 갈취한다.
협력자로서 카와카미는 절제 아르카나를 상징하며 조커의 집안일을 돕고 수업 시간에 여유 시간을 준다. 처음에는 언니의 치료비를 낸다고 말했지만, 카와카미의 두 번째 직업은 그녀에게 쉴 시간을 주지 않아 그녀는 피로로 병원에 입원한다. 조커가 타카세의 보호자를 개심시키자 그녀는 두 번째 직업을 그만두고 더 나은 교사가 되기로 결심한다.
카와카미는 페르소나 5: 더 스테이지에서 미나미 사와가 연기한다.
요시다 토라노스케 (吉田 寅之助)
성우 - 노다 케이이치  / 윌리엄 샐이어스
토라노스케는 무소속 정치인이자 대중 연설가로, 7번 연속 선거에서 낙선했다. 토라노스케는 경력 초기에 발생한 여러 정치적 실수, 특히 당 자금 횡령 혐의로 인해 "막말 토라"라는 별명과 나쁜 평판을 극복하려고 노력한다.
협력자로서 요시다는 태양 아르카나를 상징하며, 획득 가능한 페르소나와의 협상을 용이하게 한다. 플레이어는 요시다와의 협력 관계를 쌓기 위해 대중 연설을 돕는 자원봉사를 할 수 있으며, 이 과정에서 요시다의 옛 멘토가 요시다의 신뢰도를 파괴한 스캔들, 즉 자금을 횡령하고 요시다를 희생양으로 삼았던 스캔들의 배후에 있었다는 것이 밝혀진다. 협력 관계가 완성될 무렵, 요시다는 다가오는 선거에서 상당한 지지층을 확보했으며 스캔들의 진범이 밝혀져 자신의 문제를 정면으로 해결할 수 있게 된다. 총선에서 시도의 당이 압도적인 승리를 거두었음에도 요시다의 대중적 지지로 결국 국회의원으로 당선된다.
오야 이치코 (大宅 一子)
성우 - 우치야마 유미  / 아만다 윈 리
이치코는 20대 중반의 기자이자 파파라치로, 판매될 만한 이야기라면 무엇이든 쓰고 때로는 클릭베이트를 위해 기사 정보를 조작하기도 한다. 오야는 한때 더 엄격한 언론인이었지만, 시도 마사요시 일당의 스캔들을 폭로하는 오야의 이야기는 검열되었고 연예부로 재배치되었다. 오야의 파트너인 사진작가 무라카미 카요는 실종되었고 누명을 썼다.
협력자로서 오야는 악마 아르카나를 상징하며, 괴도단이 더 낮은 보안 수준으로 팰리스에 잠입할 수 있도록 한다. 주인공은 괴도단에 대한 정보를 언론에 유출하여 오야가 자신의 강등에 대한 정보를 파헤치도록 돕는다. 오야는 상사가 그들을 이기기 위해 일하고 있다는 것을 알지 못하도록 조커의 여자친구 행세를 해야 한다. 오야는 신주쿠의 크로스로드 바를 자주 방문하며, 그곳에서 드래그 퀸 바텐더 라라 에스카르고와 친구이다.
미후네 치하야 (御船 千早)
성우 - 마츠키 미유 (페르소나 5), 테루이 하루카 (페르소나 5: 디 애니메이션 이후)  / 새라 앤 윌리엄스
치하야는 시골 출신의 점성술사로, 신주쿠에 노점을 가지고 있으며 당황하면 원래 시골 방언으로 말한다. 사기꾼 집단의 일원임에도 불구하고 치하야의 점술은 진짜이다. 치하야는 점술 능력 때문에 고향에서 마녀로 비난받고 따돌림당한 후 도쿄로 이주했다.
협력자로서 치하야는 운명 아르카나를 상징하며 조커의 스탯과 다른 협력자와의 관계를 향상시킬 수 있다. 치하야는 조커에게 홀리 스톤을 사라면서 10만 엔을 사취하는데, 이는 실제로는 암염으로 밝혀진다. 조커가 치하야와 대면하고 고객 중 한 명을 괴롭히는 사람을 개심시키자 치하야는 조커가 운명을 바꿀 수 있다고 믿기 때문에 자신의 점술 동안 그와 동행하게 한다. 치하야의 고용주인 신성력 회의(신흥 사기꾼 집단)는 치하야에게 가짜 홀리 스톤을 팔도록 강요한다. 치하야는 자신의 점술이 도망칠 수 없다고 말하기 때문에 이를 고집한다. 조커가 회의 의장의 마음을 바꿔 치하야를 계약에서 풀어주도록 한 후, 조커는 치하야에게 미래는 바뀔 수 있으며 자신의 행동이 운명을 형성한다는 것을 설득한다.
토고 히후미 (東郷 一二三)
성우 - 이소무라 토모미  / 이든 리겔
히후미는 코세이 고등학교의 쇼기 챔피언으로, 밤에는 칸다의 교회에서 자주 볼 수 있다. 히후미는 편찮으신 아버지처럼 프로 선수가 되고 싶어 하는데, 아버지가 히후미에게 쇼기를 가르쳐주셨다. 히후미의 어머니는 미디어에 적극적으로 출연하라고 부추기고, 딸을 통해 자신의 꿈을 이루려 하면서 히후미가 쇼기 실력으로 칭찬받기보다는 아이돌 활동에만 집중하기를 바란다. 게임 개발 초기에는 히후미가 괴도단의 멤버로 구상되었는데, 마코토의 직설적인 접근 방식과 대비되는 더 급진적인 전략가 역할을 할 예정이었지만 결국 협력자로 축소되어 마코토에게 두 가지 특성이 모두 남겨졌다.
협력자로서 히후미는 별 아르카나를 상징하며 조커에게 쇼기를 통해 전투 중 파티원 교체와 같은 전술 기술을 가르친다. 히후미는 자신의 어머니가 자신의 이익을 위해 쇼기 경기를 조작하고 있었음을 발견한다. 동시에 히후미는 딸을 통해 자신의 꿈을 이루기 위해 딸을 게임에서 그만두게 하고 아이돌 활동에만 집중시키려 한다. 조커가 히후미 어머니를 개심시킨 후 히후미는 쇼기 토너먼트에서 패배하고 언론에게 "가짜 공주"로 불린다. 그럼에도 히후미는 진정한 자신으로 살아가는 것을 기뻐하며 정직한 선수로서의 명성을 재건하면서 프로 선수로서의 꿈을 계속 추구하겠다고 맹세한다.
오다 신야 (織田 信也)
성우 - 카나다 아키  / 바바라 굿슨
신야는 아키하바라의 지골로 아케이드에 다니는 초등학생이다. 신야는 아케이드 게임 "건너 바우트"에서 최고 점수를 기록하여 킹으로 불린다. 신야는 괴도단을 우상화하며, 조커는 메멘토스에서 치트 게이머를 물리치는 데 도움을 요청한다.
협력자로서 신야는 탑 아르카나를 상징하며 조커에게 건너 바우트의 총기 기술을 가르치는데, 조커는 이를 이세계에서 활용한다. 아케이드에서의 인기에도 불구하고, 신야는 반 친구들과의 장난 싸움에 휘말리고 이기겠다고 맹세한다. 이는 어머니 하나에로부터 배운 공격적인 특징이다. 반 친구들이 신야를 괴롭힘으로 비난하자 자신에게 의문을 품고 어머니가 더욱 비합리적으로 변하여 학교 교육 문제로 학교와 다투는 것을 깨닫고 걱정한다. 하나에가 신야가 조커와 어울리는 것을 본 후 조커가 아들에게 나쁜 영향을 미 미친다고 비난하며 경찰에 신고하겠다고 위협한다. 조커가 하나에를 개심시킨 후 신야는 반 친구들과 화해한다.
마루키 타쿠토 (丸喜 拓人)
성우 - 히노 사토시  / 빌리 카메츠
타쿠토는 페르소나 5 로열에 처음으로 등장하는 캐릭터로, 새로운 아르카나인 고문 아르카나를 상징하며, 조커에게 여러 패시브 버프와 회복 스킬을 제공한다. 타쿠토는 카모시다 체포 후 슈진 고등학교에 부임한 새로운 상담 교사(카운슬러)이다. 카스미와는 달리 타쿠토는 괴도단의 행동이 사람들에게 행복과 정의를 가져다줄 수 있다고 생각하여 긍정적인 견해를 가지고 있다. 나중에 타쿠토가 인지과학의 원래 연구자 중 한 명으로, 대학 시절부터 이를 연구했으며, 슈진 고등학교 재직 기간 동안 자신의 연구를 검증하기를 희망하고 있었음이 밝혀진다. 약혼녀 루미가 폭력 범죄로 부모를 잃고 긴장성 우울증에 빠지자, 타쿠토는 타인의 인지를 변경하는 능력을 가진 페르소나에 각성하여 성격과 기억을 바꾼다. 마루키는 무심코 루미에게 처음으로 자신의 능력을 사용해 인지를 변경하여 부모의 죽음으로 인한 트라우마를 더 이상 겪지 않게 했지만, 이 과정에서 타쿠토에 대한 그녀의 기억을 지웠다. 타쿠토는 스미레 요시자와와 같이 유사하게 심각한 트라우마를 겪은 환자의 인지를 계속해서 변경했는데, 스미레의 인지는 자신이 죽은 언니 카스미라고 믿도록 변경했다.
주인공이 슈진 고등학교에서의 임기 말 이전에 코옵을 최대치로 올렸다면, 얄다바오트와의 갈등 중에 타쿠토는 완성된 인지과학 논문을 자신의 옛 교수에게 불만스럽게 제출할 것이다. 오다이바에 연구실을 열려는 타쿠토의 꿈에 대한 자금 지원이 "구체적인 증거" 부족으로 중단되었다고 알려졌기 때문이다. 실제로는 시도가 모종의 수를 써서 자금 지원을 중단시키고 후타바의 어머니에게 그랬듯이 마루키의 연구를 훔쳤다. 옛 교수와의 논쟁 중에 마루키는 얄다바오트가 메멘토스를 현실 세계와 합쳐서 발생한 왜곡에 취약해져, 타쿠토의 페르소나가 아담 카드몬이 아닌 아자토스로 불완전하고 폭주 상태로 나타나게 된다. 그 때문에 세계를 개선하는 유일한 방법은 자신의 능력을 모두에게 사용하여 유토피아를 만드는 것이라고 믿는 망상 상태에 빠져, 로열에서 최종 보스가 된다. 페르소나를 소유하고 있음에도 마루키는 이세계에서 동시에 팰리스도 보이는데 이는 모르가나가 불가능하다고 지적하는 부분이다. 타쿠토의 팰리스는 슬픔을 상징하며, 자금 지원이 중단되기 전에 자신의 연구실이 건설될 예정이었던 오다이바의 연구 시설 형태로 나타난다. 그곳에서 사람들은 행복감만을 느끼도록 세뇌된 후, 타쿠토가 인식하는 유토피아로 올라간다. 타쿠토의 보물은 메타버스에서 횃불로 나타나 인류를 인도하려는 욕망을 상징하며, 현실에서는 루미의 부모 살해를 자세히 다룬 신문 스크랩으로 나타난다.
새로운 배드/중립 엔딩에서는 조커가 마루키가 현실을 왜곡하여 인류의 욕망을 충족시키도록 허락하며, 타쿠토는 괴도단의 단체 사진을 찍는 모습으로 마지막으로 보인다. 트루 엔딩에서는 마루키가 괴도단에게 패배하고 자신의 잘못을 깨달으며, 삶의 어려움을 회피하는 대신 정면으로 맞서야 한다는 것을 깨닫는다. 타쿠토는 개심하여 택시 운전사가 되고, 조커가 경찰관들에게 뒤따라올 때 태워준다. 마루키는 조커에게 조커와 그의 친구들이 그렇게 할 것처럼 자신도 삶을 나아갈 것이라고 말한다.

## 반응
페르소나 5의 등장인물은 대체로 좋은 평가를 받았다. trustedreviews.com의 사이먼 밀러는 "게임이 진행될수록 캐릭터 캐스트는 더욱 좋아진다"고 말했다. 더 버지 또한 등장인물을 칭찬하며 "페르소나 5에는 기억에 남고 사랑스러운 캐릭터들이 있다... 이야기는 훌륭한 캐릭터 캐스트로 고조되는데, 그들은 전형적인 페르소나 방식으로 처음에는 잊을 수 없는 십대의 원형으로 시작하여, 나중에는 다층적이고 사랑스러운 인물로 드러난다."고 평했다.
GamesRadar+는 캐릭터와 새로운 협력자를 칭찬했다. "게임의 서사적 측면은 모두 뛰어나며, '협력자'로 만들 수 있는 많은 보조 인물도 포함된다."고 말했다. 유로게이머는 캐릭터들의 은밀한 문자 메시지 교환을 즐겼지만, 게임의 젠더 윤리에 대해 반대했다. "페르소나 5는 프랜차이즈의 퀴어 코드화된 사람들과의 어색한 관계를 이어간다."고 비판했다. 인디펜던트의 한 리뷰어는 캐릭터를 "환상적"이라고 불렀다.
또한 게임스퓨는 "하지만 다른 페르소나 게임과 마찬가지로, 가장 큰 강점은 게임이 다채로운 캐릭터를 통해 그러한 아이디어를 어떻게 탐구하는지이다."고 캐릭터에 대해 탐구했다. 코타쿠의 리뷰에 따르면, "훌륭한 스토리와 캐릭터를 가진 RPG를 찾고 있다면, 엄청난 실망을 안겨줄 수도 있다."고 비판했다. 하지만 코타쿠의 아만다 여는 게임과 그 캐릭터를 즐겼다면서 "페르소나 5는 나에게 친구가 되는 법을 가르쳐주었다."고 말했다. 폴리곤의 한 리뷰어는 게임의 캐릭터를 전반적으로 좋아했지만, 동성애자 캐릭터들의 묘사는 싫어했다면서 "본질적으로, 페르소나 5의 유일한 퀴어 캐릭터화 사례 중 일부는 끔찍한 농담으로만 나온다."고 비판했다.

## 내용주
1. ↑  일본어로는 "코코로노 카이토단"이라 부른다. 게임 내에서 변경할 수 있는 괴도단의 명칭은 기본값이 "더 팬텀"(ザ・ファントム)으로 알려져 있다.[2]
2. ↑  "궁극 페르소나"는 캐릭터의 최종 또는 가장 강력한 페르소나이다.[15]
3. ↑  메멘토스는 게임 내에 있는 거대한 던전으로, 인간 사회 전체의 집단의식이 반영된 팰리스이다.[23]
4. ↑  스킬 카드는 게임 내에서 소유자가 페르소나에게 새로운 기술, 마법, 공격을 배울 수 있게 하는 아이템이다.
5. ↑  SP는 게임에서 페르소나가 마법을 사용하는 데 사용되는 "스페셜 포인트"의 약자이다.